# Grobla (gmina Łapanów)
Grobla – osada w Polsce położona w województwie małopolskim, w powiecie bocheńskim, w gminie Łapanów.
W latach 1975–1998 miejscowość administracyjnie należała do województwa tarnowskiego.